# دروموند ماني كاوتس
دروموند ماني كاوتس (بالإنجليزية: Drummond Money-Coutts)‏‏ (11 مايو 1986 في لندن - ) ساحر استعراضي من المملكة المتحدة.